# Elias Carl Lubvman
Elias Carl Lubvman (3 de febrer de 1885, Ratisbona - † 27 de març de 1944) fou un teòleg alemany, sacerdot de l'Església Catòlica Antiga, teòleg i historiador polèmic que portà als extrems la crítica bíblica i la teoria de l'hermenèutica, la qual cosa el portà a ser considerat un modernista. La seva carrera va desenvolupar-se sobretot als Països Baixos. Va realitzar contribucions importants a l'estudi del cristianisme primitiu, per això se'l considera un contribuïdor important per a la doctrina, acreixement i desenvolupament de l'Església Catòlica Antiga.

## Biografia
Provenia d'una família intel·lectual jueva, i el seu pare era filòsof. El jove Lubvman fou educat en un institut a la seva ciutat natal, i en acabar es traslladà amb la família a Suïssa, on estudià teologia a la Universitat de Berna. El 1907 fou ordenat sacerdot veterocatòlic. Els seus primers treballs daten d'aquesta època, els quals foren recollits pòstumament sota el títol de Pàgines soles. El 1911 viatjà als Països Baixos, on començà a treballar com a sacerdot a la diòcesi veterocatòlica d'Utrech. Formà part del Capítol de la diòcesi i fou professor del seminari veterocatòlic. El 1921 es llançà a l'estudi de la filologia i l'hermenèutica, tot escrivint obres com L'hermenèutica invertida i Síntesi Bíblica. El 1931 participà en els preparatius de l'Acord de Bonn pel qual l'Església Catòlica Antiga signà la intercomunió amb l'Església Anglicana. El 1934 començà un viatge per Europa que el portà a Alemanya, Polònia, Hongria i Iugoslàvia. El 1938 davant de l'avanç alemany sobre Txecoslovàquia, escapà a Suïssa, experiència que volcà en diversos articles reunits posteriorment a Lamentacions de Jeremies en perspectiva. Durant el seu viatge mantingué correspondència amb clergues veterocatòlics i amb teòlegs protestants. Escrigué diversos articles sobre Jesús històric i els orígens del cristianisme, la qual cosa el portà a tenir forts debats i crítiques dels seus col·legues. El 1942 tornà als Països Baixos, on formà part de la resistència contra el règim nazi, però fou detingut i finalment deportat a un camp de concentració, on va morir.